# In a Silent Way
In a Silent Way — студійний альбом американського джазового трубача, композитора і бендлідера Майлза Девіса, випущений 30 липня 1969 року на лейблі Columbia Records. Продюсером альбому виступив Тео Масеро, альбом був записаний за одну сесію 18 лютого 1969 року в студії CBS на 30-й вулиці в Нью-Йорку. Масеро відредагував та аранжував записи Девіса, зроблені під час сесії, щоб спродюсувати альбом. Позначивши початок його «електричного» періоду, In a Silent Way розглядається музичними критиками як перший запис Девіса у стилі ф'южн, після стилістичного зсуву в бік цього жанру в його попередніх записах і живих виступах.
Після виходу альбом викликав суперечки серед музичних журналістів, особливо джазових і рок-критиків, які розділилися у своїй реакції на його експериментальну музичну структуру та електричний підхід Девіса. З моменту свого першого визнання шанувальники і критики вважали його однією з найбільших і найвпливовіших робіт Девіса. У 2001 році Columbia Legacy та Sony Music випустили тридисковий бокс-сет The Complete In a Silent Way Sessions, до якого увійшли додаткові треки.

## Передумови і запис
До січня 1969 року основний склад гурту стабілізувався навколо Вейна Шортера на сопрано-саксофоні, Дейва Голланда на бас-гітарі, Чика Коріа на електропіаніно та Джека Деджонетта на барабанах. Для свого наступного студійного альбому Девіс запросив колишніх учасників гурту: Тоні Вільямса на барабанах, оскільки хотів використати його стиль, та Гербі Генкока на додатковому електропіаніно, оскільки вони раніше погодилися працювати з Девісом на студійних записах. Наступного місяця до шістки приєдналися австрійський клавішник Джо Завінул після того, як Девіс зателефонував йому і попросив запропонувати музичні ідеї для гурту, та англійський гітарист Джон Маклафлін, який перебував у Сполучених Штатах менше двох тижнів, щоб приєднатися до гурту The Tony Williams Lifetime до того, як Девіс попросив його взяти участь у студійній сесії запису. Маклафлін був давнім шанувальником Девіса і розповідав трубачу про своє хвилювання перед перспективою запису зі своїім кумиром. Серед творів Завінула, які сподобалися Девісу, була «In a Silent Way», атмосферна композиція, названа так за пропозицією Кеннонболла Еддерлі, коли вони грали в одному гурті. Еддерлі хотів використати цю композицію для власного запису, але Завінул відмовив йому після того, як дізнався, що її хоче використати Девіс.
Хоча живі виступи Девіса та останні альбоми Miles in the Sky (1968) і Filles de Kilimanjaro (1968) вказували на його стилістичний зсув у бік електроінструментів і джаз-ф'южну, In a Silent Way демонструє повноцінний електричний підхід Девіса. Музичні автори вважають його першим ф'южн-записом Девіса, який водночас знаменує початок його «електричного» періоду. Це також перший запис Девіса, який значною мірою був побудований завдяки монтажу та аранжуванню продюсера Тео Масеро, чиї методи зведення включили елементи класичної сонатної форми в записи Девіса для альбому In a Silent Way. Обидва треки альбому складаються з трьох окремих частин, які можна розглядати як експозицію, розвиток і завершення, причому перша і остання третина кожного треку є одним і тим же твором.
In a Silent Way був зібраний з дублів тригодинної сесії в студії B на CBS 30th Street Studio в Нью-Йорку 18 лютого 1969 року. «Shhh/Peaceful» була написана виключно Девісом, в той час як вступна і заключна частини «In a Silent Way/It's About That Time» засновані на пісні Завінула «In a Silent Way», яку він записав в оригінальному вигляді в 1970-му для свого третього сольного альбому Zawinul. Після того, як Завінул представив мелодію групі, вона була відрепетирувана в тому вигляді, в якому була написана, але Девіс побажав, щоб вона звучала більш рок-орієнтовано, і прибрав різні зміни акордів, щоб залишити більш базову мелодію, що дозволило групі грати навколо неї з одного органного пункту. Маклафлін мав деякі труднощі з грою так, як хотів від нього Девіс, але знайшов свій шлях після того, як трубач запропонував йому грати на гітарі, ніби він був новачком. Девіс вважав, що Завінул ніколи не був задоволений його адаптацією, і вважав, що альбом був би менш успішним, якби було збережено його оригінальне аранжування. Завінул висловлював певне роздратування щодо аранжування, зокрема двох акордів, які, на його думку, були помилкою Девіса, прибравши їх, оскільки твір не мав більшої кульмінації, ніж міг би мати, якби їх залишили. Завінул стверджував, що він відповідальний за мелодійну басову лінію і спадаючу мелодію в «It's About That Time», але його авторство не було враховано. Він звинувачував у цьому Масеро, оскільки той «завжди складав речі так, щоб виходило так, ніби це написав Майлз. Але це не так».
Через два дні після сесії 18 лютого Девіс повернувся до студії і записав з барабанщиком Джо Чемберсом пісню «Ghetto Walk», яку мав намір включити до альбому In a Silent Way разом з «Shhh/Peaceful», але пізніше замінив її на «In a Silent Way/It's About That Time». Того дня гурт також зіграв «Early Minor», ще один твір Завінула, але врешті-решт його було забраковано.

## Реліз
Альбом був вперше випущений 30 липня 1969 року.
У 2001 році Columbia/Legacy випустили тридисковий бокс-сет The Complete In a Silent Way Sessions, до якого увійшли оригінальний альбом, додаткові треки та невідредаговані записи, використані для продакшну.
У 2002 році Sony Music випустила мікс об'ємного звуку 5.1, спродюсований Бобом Белденом та зведений Марком Вайлдером.

## Відгуки критиків
Посівши 134 місце в американському чарті Billboard Top LPs, In a Silent Way став першим альбомом Девіса після My Funny Valentine 1965 року, який потрапив до чарту. Хоча він мав кращі комерційні показники, ніж більшість попередніх робіт Девіса, критики розділилися у своїй реакції на нього після виходу альбому. Включення в нього електричних інструментів та експериментальна структура стали джерелом крайніх суперечок серед джазових критиків. Згідно з The Rolling Stone Album Guide (1992), процес запису Девіса та студійне редагування продюсером Тео Масеро окремих записів в окремі треки для альбому «здавалися майже єретичними за джазовими стандартами». У своїй книзі Running the Voodoo Down: The Electric Music of Miles Davis Філ Фрімен пише, що рок- і джазові критики на момент виходу альбому були упередженими у своїх жанрах: «Рок-критики вважали, що In a Silent Way звучить як рок, або, принаймні, думали, що Майлз киває в їхній бік, і практично обмочилися від радості. Джазові критики, особливо ті, хто мало слухав рок, теж вважали, що він звучить як рок, і відреагували менш прихильно». Фрімен продовжує, висловлюючи думку, що обидві реакції були «вкорінені, принаймні частково, в параноїдальній уяві критика про своє місце у світі», пишучи, що рок-критика перебувала на ранній стадії свого існування, і такі критики знаходили «заспокоєння», розглядаючи альбом як такий, що містить психоделічні рок-елементи, в той час як джазові критики вважали, що їх було «віддано», оскільки в той час популярність цього жанру знизилася. За його словами:
|  | "Він не свінговий, соло не були навіть трохи героїчними, і в ньому були електрогітари... Але хоча In a Silent Way не був точно джазом, він точно не був роком. Це був звук Майлза Девіса і Тео Масеро, які пробиралися неосвітленим залом о третій годині ночі. Це був саундтрек до всіх розмов пошепки, які веде кожен творчий митець, весь час, з тим сумнівним, глузливим голосом, що живе в потилиці, який ставить всі питання, на які немає відповідей". |

У своїй захопленій рецензії автор Rolling Stone Лестер Бенгс описав In a Silent Way як «альбом, який дає віру в майбутнє музики. Це не рок-н-рол, але й не стереотипний джаз. Водночас, він завдячує технікам, розробленим рок-імпровізаторами за останні чотири роки, майже так само, як і джазовому бекграунду Девіса. Це частина трансцендентної нової музики, яка відкидає категорії і, використовуючи музичні прийоми з усіх стилів і культур, визначається головним чином своєю глибокою емоційністю і незайманою оригінальністю». Наступний ф'южн-альбом Девіса, Bitches Brew, показав, що він ще більше заглибився у сферу, яка лежить між жанрами року і джазу. Темний, розірваний дисонанс Bitches Brew зрештою став запорукою його успіху; він значно перевершив In a Silent Way.
Шанувальники та критики вважають In a Silent Way однією з найкращих робіт Девіса. У ретроспективному огляді автор Blender К. Леандер Вільямс назвав його «прото-ембієнтним шедевром». Посилаючись на нього як на «одне з найбільших досягнень Девіса», Чіп О'Браєн з PopMatters вважав, що студійне редагування альбому продюсером Тео Масеро допомогло Девісу «прийняти шлюб музики і технологій». Щодо його музичного значення, О'Браєн писав, що In a Silent Way «виходить за рамки ярликів», характеризуючи: «Це не джаз і не рок. Це також не те, що з часом стане відомим як ф'южн. Це щось зовсім інше, щось універсальне. У звуках цього альбому відчувається прекрасна покірність, ніби Девіс охоче відпускає те, що було раніше, свої ранні роки з Чарлі Паркером, Джоном Колтрейном і Кеннонболом Еддерлі, свою творчість початку 60-х, і приймає майбутнє, не тільки джазу, але й самої музики». Журналіст Stylus Нік Саутхолл назвав альбом «позачасовим» і написав про його вплив на музику: «Свіжі способи побудови музики, які він представив, революціонізували джазову спільноту, а мінлива, неземна краса власне музики, що міститься в ньому, залишилася прекрасною і дивовижною, її відлуння чути протягом останніх 30 років, торкаючись танцювальної музики, електроніки, року, попмузики, всієї музики». The Penguin Guide to Jazz включив In a Silent Way до своєї «Основної колекції». Альбом також увійшов до книги 1001 альбом, який ви повинні почути перед смертю.

## Трек-лист
| Сторона 1 | Сторона 1         | Сторона 1    | Сторона 1  |
| #         | Назва             | Автор музики | Тривалість |
| --------- | ----------------- | ------------ | ---------- |
| 1.        | «Shhh"/"Peaceful» | Майлз Девіс  | 18:16      |

- «Shhh»  — 6:14
- «Peaceful»  — 5:42
- «Shhh»  — 6:20

| Сторона 2 | Сторона 2                                | Сторона 2                                                       | Сторона 2  |
| #         | Назва                                    | Автор музики                                                    | Тривалість |
| --------- | ---------------------------------------- | --------------------------------------------------------------- | ---------- |
| 2.        | «In a Silent Way"/"It's About That Time» | Джо Завінул ("In a Silent Way"), Девіс ("It's About That Time") | 19:52      |

- «In a Silent Way» — 4:11
- «It's About That Time» — 11:27
- «In a Silent Way» — 4:14

## Персоналії

### Музиканти
- Майлз Девіс – труба
- Вейн Шортер – сопрано-саксофон
- Джон Маклафлін – електрогітара
- Чик Коріа – електропіаніно
- Гербі Генкок – електропіаніно
- Джо Завінул – електропіаніно, орган
- Дейв Голланд – контрабас
- Тоні Вільямс – барабани

### Продакшн
- Тео Масеро – продюсер
- Стен Тонкел – інженер
- Расс Пейн – інженер
- Лі Фрідлендер – фото обкладинки
- Джон Волтер – фото задньої обкладинки
- Френк Гленн — примітки на звороті обкладинки